# Dyskografia Mario Bischina
Dyskografia Mario Bischina, rumuńskiego piosenkarza, obejmuje jeden album studyjny, jeden album kompilacyjny, dwadzieścia osiem singli oraz dwadzieścia pięć teledysków.

## Albumy

### Albumy studyjne
| 2014                        | Macarena | - Data: 18 grudnia 2014 - Wydawca: Magic Records | — |  |  |
| "—" album nie był notowany. |          |                                                  |   |  |  |

### Kompilacje
| 2015                        | Diamentowa kolekcja disco: Macarena | - Data: 10 marca 2015 - Wydawca: Universal Music Polska | — |  |  |
| "—" album nie był notowany. |                                     |                                                         |   |  |  |

## Single
| 2009                         | „No Goodbye”                          | —  | —  | — | — | —  | Macarena |                           |                 |
| 2010                         | „Special”                             | —  | —  | — | — | —  | Macarena |                           |                 |
| 2010                         | „I.D. Lover” (gościnnie: Revolt Klan) | —  | —  | — | — | —  | Macarena |                           |                 |
| 2010                         | „So”                                  | —  | —  | — | — | —  | Macarena |                           |                 |
| 2012                         | „Macarena”                            | 2  | —  | — | — | —  | Macarena |                           |                 |
| 2013                         | „Leila”                               | —  | —  | — | — | —  | Macarena |                           |                 |
| 2014                         | „Tentacion”                           | —  | —  | — | — | —  | Macarena |                           |                 |
| 2014                         | „Morena”                              | 25 | —  | — | 2 | —  | Macarena |                           |                 |
| 2014                         | „Maleya”                              | —  | —  | — | — | —  | Macarena |                           |                 |
| 2014                         | „Sexy Mama”                           | 24 | —  | 1 | — | —  | Macarena |                           |                 |
| 2014                         | „I Like” (oraz Papajam)               | 37 | —  | — | — | —  | Macarena |                           |                 |
| 2015                         | „Loca”                                | 3  | —  | — | — | —  |          | - POL: złota płyta        | - POL: 10 tys.+ |
| 2015                         | „Ty i ja” (oraz Boys)                 | —  | —  | — | — | —  | 25 lat   | - POL: 3x platynowa płyta | - POL: 60 tys.+ |
| 2015                         | „Niezapomniana”                       | 15 | 83 | 3 | — | 18 |          | - POL: platynowa płyta    | - POL: 20 tys.+ |
| 2016                         | „Boogie song”                         | 18 | —  | — | — | —  |          |                           |                 |
| 2016                         | „Zatrzymać cię”                       | 28 | —  | — | — | 17 |          |                           |                 |
| 2017                         | „Balet”                               | 15 | —  | — | — | 14 |          |                           |                 |
| 2017                         | „Mulatka”                             | 3  | —  | — | — | 20 |          |                           |                 |
| 2018                         | „Bilet do gwiazd”                     | 13 | —  | — | — | —  |          |                           |                 |
| 2018                         | „Summer Time” (oraz Gesek)            | 41 | —  | — | — | —  |          |                           |                 |
| 2018                         | „Nasza noc”                           | —  | —  | — | — | —  |          |                           |                 |
| 2019                         | „Right Here Waiting”                  | —  | —  | — | — | 2  |          |                           |                 |
| 2019                         | „Ulinyaua”                            | —  | —  | — | — | —  |          |                           |                 |
| 2019                         | „Niebiańskie oczy”                    | —  | —  | — | — | —  |          |                           |                 |
| 2020                         | „Sorry Seems to Be the Hardest Word”  | —  | —  | — | — | —  |          |                           |                 |
| 2020                         | „Całuję cię, pa, pa!” (oraz Bieniu)   | —  | —  | — | — | —  |          |                           |                 |
| 2020                         | „Summer Fun” (oraz Endrju i Tulipan)  | —  | —  | — | — | —  |          |                           |                 |
| 2020                         | „Honey Bunny”                         | —  | —  | — | — | —  |          |                           |                 |
| "—" singel nie był notowany. |                                       |    |    |   |   |    |          |                           |                 |

### Występy gościnne
| 2014                         | Coolers – „Przyjaciele (Friends)” (gościnnie: Mario Bischin i Norbi) | —  | — | — | — | —  | Disco Machine |                        |                 |
| 2016                         | Yzzy – „Jak ja kocham cię” (gościnnie: Mario Bischin)                | 19 | — | — | — | 17 |               |                        |                 |
| 2016                         | Playboys – „Lala Song” (gościnnie: Mario Bischin)                    | 13 | — | — | — | —  |               | - POL: platynowa płyta | - POL: 20 tys.+ |
| 2017                         | Endrju – „Marina” (gościnnie: Mario Bischin)                         | —  | — | — | — | —  |               |                        |                 |
| "—" singel nie był notowany. |                                                                      |    |   |   |   |    |               |                        |                 |

## Teledyski
| Tytuł                                                                                           | Rok  | Reżyseria/Realizacja  | Album         | Źródło        |
| ----------------------------------------------------------------------------------------------- | ---- | --------------------- | ------------- | ------------- |
| „I.D. Lover” (gościnnie: Revolt Klan)                                                           | 2010 |                       | Macarena      | [ 46 ]        |
| „So”                                                                                            | 2011 |                       | Macarena      | [ 47 ]        |
| „Macarena”                                                                                      | 2012 |                       | Macarena      | [ 48 ]        |
| „Leila”                                                                                         | 2013 | Beny Cosma            | Macarena      | [ 49 ]        |
| „Morena”                                                                                        | 2014 |                       | Macarena      | [ 50 ]        |
| „Sexy Mama” (gościnnie: Donk)                                                                   | 2014 | Deejay White          | Macarena      | [ 51 ]        |
| „I Like” (oraz Papajam)                                                                         | 2014 |                       |               | [ 52 ]        |
| „Loca”                                                                                          | 2015 | Deejay White          |               | [ 53 ]        |
| „Ty i ja” (oraz Boys)                                                                           | 2015 | Marcin Załęski        | 25 lat        | [ 54 ]        |
| „Niezapomniana”                                                                                 | 2015 | Deejay White          |               | [ 55 ] [ 56 ] |
| „Boogie song”                                                                                   | 2016 | Deejay White          |               | [ 57 ] [ 58 ] |
| „Zatrzymać cię”                                                                                 | 2016 | Deejay White          |               | [ 59 ] [ 60 ] |
| „Balet”                                                                                         | 2017 | Deejay White          |               | [ 61 ] [ 62 ] |
| „Mulatka”                                                                                       | 2017 | High Class Multimedia |               | [ 63 ]        |
| „Bilet do gwiazd”                                                                               | 2018 | Deejay White          |               | [ 64 ]        |
| „Summer Time (Ocean Park)” (oraz Gesek)                                                         | 2018 |                       |               | [ 65 ]        |
| „Nasza noc”                                                                                     | 2018 | Deejay White          |               | [ 66 ]        |
| „Right Here Waiting”                                                                            | 2019 |                       |               | [ 67 ]        |
| „Ulinyaua”                                                                                      | 2019 |                       |               | [ 68 ]        |
| „Niebiańskie oczy”                                                                              | 2019 | WhiteEffect           |               | [ 69 ]        |
| „Nie warto Marto” (oraz Project Mirosław Purzycki; gościnnie: Endrju, Michał Gielniak i Matomi) | 2019 | Rakoczy Film          |               | [ 70 ]        |
| „Sorry Seems to Be the Hardest Word”                                                            | 2020 | WhiteEffect           |               | [ 71 ]        |
| „Całuję cię, pa, pa!” (oraz Bieniu)                                                             | 2020 | WhiteEffect           |               | [ 72 ]        |
| „Summer Fun” (oraz Endrju i Tulipan)                                                            | 2020 |                       |               | [ 73 ]        |
| „Honey Bunny”                                                                                   | 2020 | WhiteEffect           |               | [ 74 ]        |
| Występy gościnne                                                                                |      |                       |               |               |
| Coolers – „Przyjaciele” (gościnnie: Mario Bischin i Norbi)                                      | 2015 | Sonic Art Studio      | Disco Machine | [ 75 ]        |
| Yzzy – „Jak ja kocham cię” (gościnnie: Mario Bischin)                                           | 2016 |                       |               | [ 76 ]        |
| Playboys – „Lala Song” (gościnnie: Mario Bischin)                                               | 2016 | Allinteractive Films  |               | [ 77 ]        |
| Endrju – „Marina” (gościnnie: Mario Bischin)                                                    | 2017 | Rakoczy Film          |               | [ 78 ]        |